# Hoa hồng gió

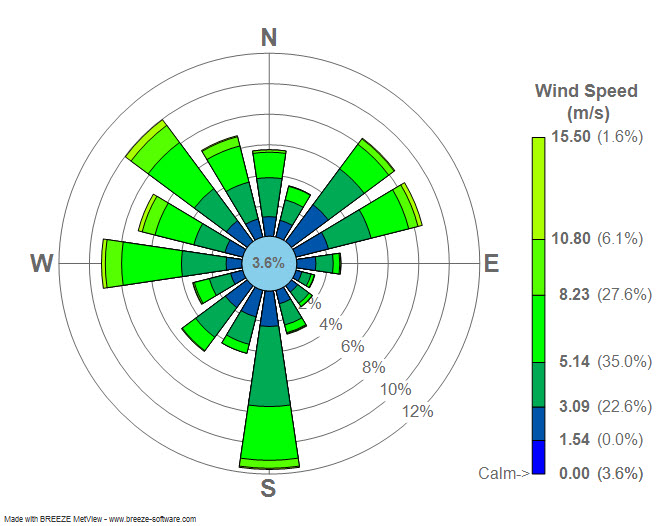
Sơ đồ hoa hồng gió cho sân bay LaGuardia (LGA), New York, New York. 2008

Một hoa hồng gió là một công cụ đồ họa được các nhà khí tượng học sử dụng để đưa ra một cái nhìn cô đọng về cách tốc độ và hướng gió thường được phân bố tại một địa điểm cụ thể. Trong lịch sử, hoa hồng gió là tiền thân của hoa hồng la bàn (được tìm thấy trên các biểu đồ), vì không có sự khác biệt giữa tên gọi hướng chính và tên gọi gió thổi từ hướng đó. Sử dụng lưới hệ tọa độ cực, tần suất của gió trong một khoảng thời gian được vẽ theo hướng gió, với các dải màu hiển thị phạm vi tốc độ gió. Hướng của nan hoa dài nhất cho thấy hướng gió với tần suất lớn nhất.

## Lịch sử

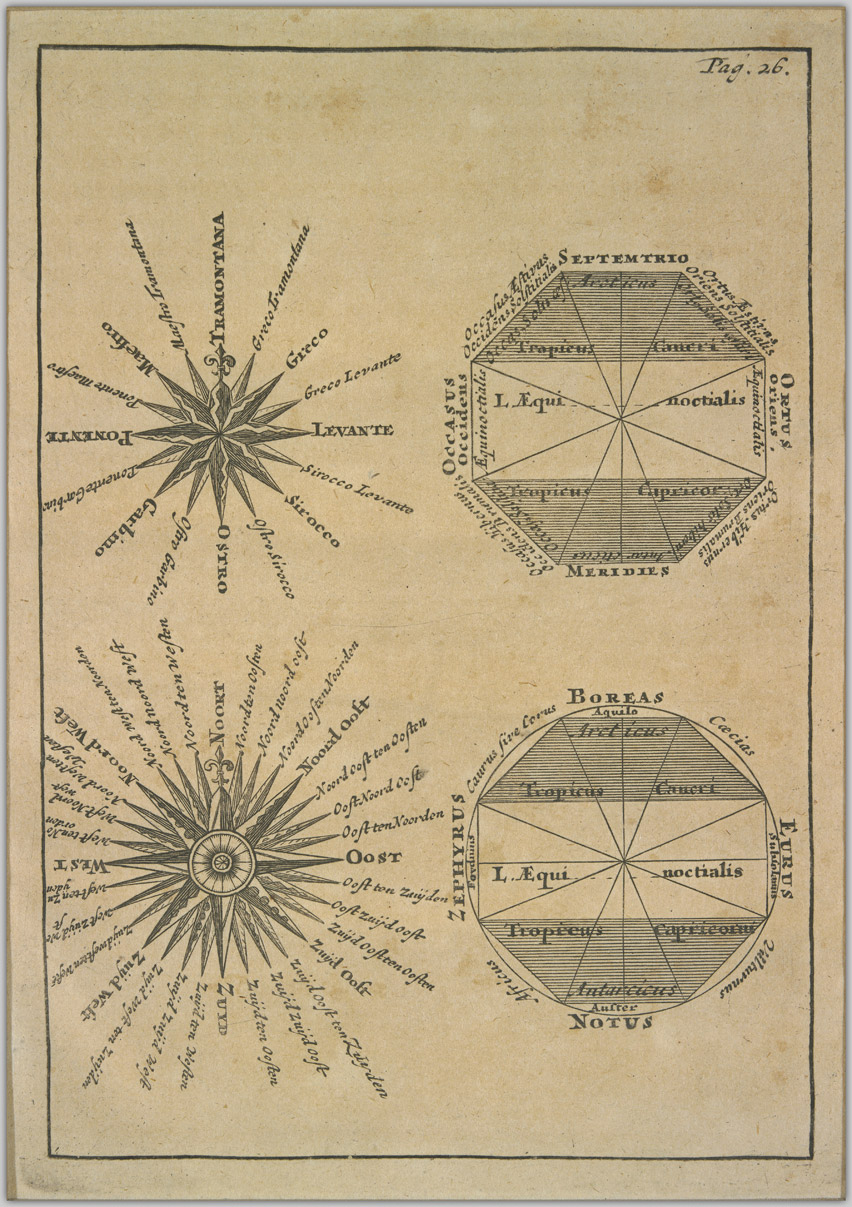
Hoa hồng gió thời trung cổ

Trước sự phát triển của hoa hồng la bàn, hoa hồng gió đã được đưa vào các bản đồ để cho người đọc biết những hướng nào trong 8 gió chính (và đôi khi 8 hướng gió phụ và 16 hướng gió chếch) thổi trong chế độ hình chiếu phẳng. Không có sự khác biệt nào được thực hiện giữa các hướng chính và gió thổi từ các hướng đó. Phía Bắc được mô tả với một fleur de lis, trong khi phía đông được hiển thị như một cây thánh giá Kitô giáo để chỉ hướng Jerusalem từ châu Âu.

## Sử dụng
Được trình bày dưới dạng tròn, hoa hồng gió hiện đại chỉ ra tần suất gió thổi từ các hướng cụ thể trong một khoảng thời gian xác định. Độ dài của mỗi "nan hoa" xung quanh vòng tròn có liên quan đến tần suất gió thổi từ một hướng cụ thể trên mỗi đơn vị thời gian. Mỗi vòng tròn đồng tâm biểu thị một tần suất khác nhau, xuất phát từ 0 ở tâm đến các tần suất tăng dần ở các vòng tròn bên ngoài. Một sơ đồ hoa hồng gió có thể chứa thông tin bổ sung, trong đó mỗi nan hoa được chia thành các dải mã màu hiển thị phạm vi tốc độ gió. Hoa hồng gió thường sử dụng 16 hướng, chẳng hạn như hướng bắc (N), bắc đông bắc (NNE), đông bắc (NE) v.v., mặc dù chúng có thể được chia thành 32 hướng. Về mặt đo góc theo độ, Bắc tương ứng với 0°/360°, Đông là 90°, Nam 180° và Tây 270°.
Biên soạn hoa hồng gió là một trong những bước sơ bộ được thực hiện khi xây dựng đường băng sân bay, vì máy bay có thể có tốc độ mặt đất thấp hơn ở cả hạ cánh và cất cánh khi hướng vào trong gió.